# Lương sinh hoạt tối thiểu

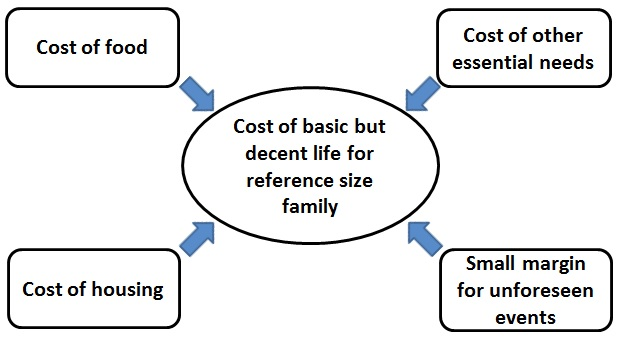
Chi phí sinh hoạt cơ bản nhưng tươm tất cho một gia đình.

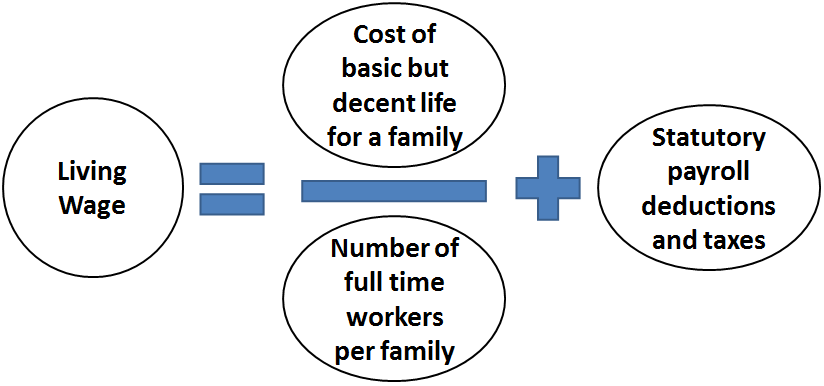
Cách mức lương sinh hoạt tối thiểu

Lương sinh hoạt tối thiểu (tiếng Anh: Living Wage) được định nghĩa là thu nhập tối thiểu cần thiết để một người lao động đáp ứng các nhu cầu cơ bản của họ. Đây không giống như lương đủ sống (subsistence money), dùng để chỉ mức tối thiểu sinh học. Các nhu cầu được định nghĩa bao gồm thực phẩm, nhà ở và các nhu cầu thiết yếu khác như quần áo.
Mục tiêu của một mức lương sinh hoạt tối thiếu là cho phép người lao động để đủ khả năng một tiêu chuẩn cơ bản nhưng sống đàng hoàng thông qua việc làm mà không cần trợ cấp chính phủ.
Do tính chất linh hoạt của thuật ngữ "nhu cầu", không có một thước đo nào được chấp nhận rộng rãi về mức lương sinh hoạt tối thiểu và do đó, nó thay đổi theo địa điểm và loại hộ gia đình. Một khái niệm liên quan là lương sinh hoạt gia đình - một mức đủ để không chỉ nuôi bản thân mà còn để nuôi gia đình.
Mức lương sinh hoạt tối thiểu khác với lương tối thiểu ở chỗ,  lương sinh hoạt tối thiểu có thể không đáp ứng được các yêu cầu về chất lượng cuộc sống cơ bản khiến người lao động phải dựa vào các chương trình của chính phủ để có thêm thu nhập.
Lương sinh hoạt tối thiểu thường chỉ được áp dụng ở các thành phố. Về mặt kinh tế, lương sinh hoạt tối thiểu tương tự như lương tối thiểu vì nó là giá sàn cho sức lao động. Do đó, nó khác với mức lương tối thiểu quốc gia ở chỗ nó không được đặt theo một ngưỡng pháp lý.
Ở Vương quốc Anh và New Zealand, những người ủng hộ định nghĩa mức lương sinh hoạt toosit thiểu có nghĩa là một người làm việc 40 giờ một tuần, không có thu nhập bổ sung, phải có đủ khả năng trang trải những điều cơ bản cho một cuộc sống khiêm tốn nhưng khá, chẳng hạn như thức ăn, chỗ ở, tiện ích, giao thông, chăm sóc sức khỏe và chi phí trông trẻ.
Những người ủng hộ mức lương sinh hoạt tối thiểu đã định nghĩa thêm là mức lương tương đương với mức nghèo cho một gia đình bốn người. Thu nhập sẽ cho phép gia đình 'đảm bảo thực phẩm, chỗ ở, quần áo, chăm sóc sức khỏe, phương tiện đi lại và các nhu cầu thiết yếu khác của cuộc sống trong xã hội hiện đại'. Định nghĩa về mức lương này được sử dụng bởi Hội đồng Luân Đôn (tiếng Anh: Greater London Authority, GLA) là mức lương ngưỡng, được tính bằng thu nhập bằng 60% mức trung bình và thêm 15% để dự phòng cho các sự kiện không lường trước.
Các chiến dịch liên quan đến lương sinh hoạt tối thiểu xuất hiện một phần như một phản ứng đối với Chủ nghĩa phản động và Chủ nghĩa Thatcher ở Hoa Kỳ và Vương quốc Anh, đã chuyển chính sách kinh tế vĩ mô sang chủ nghĩa tân tự do. Mức lương sinh hoạt tối thiểu, bằng cách tăng sức mua của những người lao động có thu nhập thấp, được hỗ trợ bởi Keynes và hậu Keynes, tập trung vào việc kích cầu nhằm cải thiện tình trạng của nền kinh tế.